# 33 Szenen aus dem Leben
33 Szenen aus dem Leben ist ein deutsch-polnischer Spielfilm aus dem Jahr 2008.

## Handlung
Die polnische Künstlerin Julia ist die Tochter der Schriftstellerin Barbara und des Dokumentarfilmers Jurek. Julias Ehemann Piotr ist ein talentierter und erfolgreicher Komponist. Sie leben in Krakau. Als ihre Mutter Barbara an Magenkrebs erkrankt, gerät das Leben der Familie aus den Fugen. Julia begleitet ihre Mutter in den Tod, doch ihr Ehemann Piotr ist für eine Uraufführung bei Proben in Köln und lässt sie in dieser schwierigen Situation allein. Einzig Freund Adrian steht ihr zur Seite. Auch Vater Jurek ist von dem drohenden Verlust der geliebten Ehefrau überfordert. Die junge Julia trägt das Leid der Familie auf ihren Schultern. Nach dem Tod der Mutter bricht der Vater vollends zusammen und flieht in den Alkohol. Nur kurze Zeit später stirbt auch der Vater. Julia findet nur in den Armen von Adrian zur Ruhe, doch dies zerstört wiederum ihre Ehe mit Piotr. Nach dem Verlust der Eltern und dem Scheitern der Ehe ist sie nun allein auf der Welt und muss allein in eine ungewisse Zukunft aufbrechen, bei der ihr auch Adrian nicht helfen kann.

## Hintergrund
Der Film trägt autobiografische Züge. Małgorzata Szumowskas Eltern waren die Journalisten Dorota Terakowska und Maciej Szumowski. Dorota Terakowska starb im Januar 2004. Einen Monat später starb ihr Vater Maciej Szumowski.
Der Film startete am 13. November 2008 in den deutschen Kinos.

## Kritiken
- kino.de: Anspruchsvolles und autobiografisch geprägtes Familiendrama, bewegt sich zwischen Krzysztof Kieślowski, Andrei Tarkowski und auch deutschen Vorbildern und wurde beim Filmfestival in Locarno ausgezeichnet.

## Auszeichnungen
- Locarno Film Festival 2008: Spezialpreis der Jury (Silberner Leopard)
- Polnisches Filmfestival Gdynia 2008: Preise für die beste Regie, beste Kamera, beste Filmmusik, beste Nebendarstellerin (Małgorzata Hajewska) und Preis der Filmkritik.
- Polnischer Filmpreis 2009: Bester Film, Beste Filmmusik, Bester Schnitt, Publikumspreis